# Cmentarz żydowski w Šafovie
Cmentarz żydowski w Šafovie – znajduje się w Šafovie w powiecie Znojmo i zajmuje powierzchnię 1 ha. 
Do naszych czasów zachowały się kamienne macewy (z których część jest przewrócona), spośród których najstarsze pochodzą z XVIII wieku.